# 일본문명
일본문명（日本文明, にほんぶんめい, にっぽんぶんめい) 일본열도 또는 일본인(일본인과 구별하여 일본민족이라고도 불린다)에게 독자적인 문명사회가 존재하였음을 상정(想定)하는 용어이다.
비교문명론 등 주류 학문의 분야에서는, 그 연구의 대상은 근현대의 일본사회나 일본문화를 주로 한다. 또 그 논점은 일본인론과도 여러 부분에서 가까우며, 일본 문명사회의 특질(特質)을 논할 경우 일본인론이 원용되는 경우가 많다.

## 개요

### 주요 연구사
근대 서양사회가 일본의 문명사회와 처음 접촉한 것은 에도시대의 긴 쇄국이 끝나고 19세기 말에 일본이 개국한 뒤이다. 그리고 메이지 유신 이후의 일본사회의 급격한 근대화에 의해, 이 일본의 문명사회에 대한 관심이 높아졌다.
초기 구미의 일본 연구에서는 다른 동양사회에 대한 관심과 같은 엑조티시즘이나 오리엔탈리즘적인 시각이 가득했다. 그러나 개국 이후에 일본을 방문한 서양의 여행자나 관찰자들이 쓴 많은 견문록에서는 일본의 사회구조와 서양의 사회구조에 유사한 점이 많다는 기록이 나타났다. 또 일본이 군사대국으로 대두한 이후에는 일본을 서양과 유사한 나라로서 바라보는 경향이 더 강해졌다.
이러한 일본에 대한 구미의 관심에는 높은 수준의 근대화가 진행되면서도 한편으로 일본 독자의 전통 또한 유지되고 있다고 생각한 것에서 기인한 이유도 있다. 어떠한 특질이 일본 독자의 전통에 속하는 것이고 일본사회에 대한 영향의 정도는 어떠하며 그 특질이 다른 사회와 공통성이 없는 것인가에 대해서는 여러 가지 견해가 있다. 연구 방법론에서는, 일본의 조직이나 제도의 분석에 기초한 구조적인 파악을 중시하는 관점과 일본인의 행동양식이나 문화적인 경향을 논하는 문화인류학적 관점으로 크게 나뉘어 있다.
전자의 연구에는 막스 베버의 관료제론 등이 원용된다. 당초에는 일본사회의 특질을 비교적 소규모로 보는 경향이 있었으나, 서서히 후자의 연구방법도 받아들여져 오늘날에는 일본에 독자적인 제도구조로 보는 시점이 일반적이다. 연구의 동향에 대해서는, 일본의 제도적 현실은 일본의 문화양식과 어느 정도 관계성을 갖고 있다는 견해가 주류이다. 따라서 최근의 연구는 대략 이 2개의 상이한 관점 쌍방을 염두에 두면서 이루어지고 있다.

### 근대화의 성공과 문화구조의 이면성
1. 일본의 근대화에 관한 상세한 설명은 메이지 유신을 참조
2. 정치구조의 복고주의적인 측면에 대한 상세한 설명은 천황제・고쿠타이를 참조

일본의 근대화가 경이적인 속도로 이루어졌다는 사실은 거의 확정된 견해이다. 일본은 1905년의 러일전쟁 승리에 의해, 아시아에서 가장 빨리 열강의 대열에 진입하는 데 성공했다. 일본의 사회는 이 무렵에는 체계적인 근대법전을 구비하고, 관료제에 의한 국토의 중앙집권적인 지배와 계층질서가 정착해 있었다. 한편으로 이러한 근대국가의 중심은 일본 천황이라는 전통적인 권위가 국민통합의 역할을 담당하는 형태였다.
일본의 근대국가의 이데올로기는 근대적이면서 복고적이라는 이면성을 갖고 있었다. 근대의 천황제는 전통사회를 변용하여 성공한 것이었지만, 그것은 고대의 천황제의 부활(왕정복고)이라는 명분으로 정당화되었다. 또 그 이데올로기는 한편으로, 실용주의와 이상주의라는 이면성을 갖고 있었다. 실용적인 면에서는 서양의 근대문명을 적극적으로 받아들일 것을 장려하면서도, 이상적인 면에서는 서양의 물질주의와 거리를 둘 것을 주장하는 도덕관이 고취되었다. 후자의 이상주의는 다소간 복고주의적인 경향을 부추겼으며, 일본의 독자적인 국민성이라는 집단적 의식으로부터 국체라는 개념이 탄생하기도 하였다. 제2차 세계대전 이후에도 신화적인 외견은 잃었지만 그러한 집단적 의식의 기본구조는 유지되고 있다. 하지만 하나의 집단의식이 일본의 국민 모두에게 적극적으로 지지받고 있는 것은 아니라 하더라도, 신사에서의 하츠모데(初詣, 정월 초하루의 신사참배) 등이 활발히 이루어지고 있는 등 이데올로기적이고 종교적이라는 이면성을 동시에 지니는 온건한 수준의 집단적 의식은 분명 존재하고 있다.

## 근대까지의 일본의 문명사회

### 봉건제도
일본의 봉건제와 서양의 봉건제에 유사성이 지적되고 있는 한편으로, 여러 차이점도 존재한다.

### 막번체제
많은 일본연구자가 주목하는 것이 에도시대의 막번체제(幕藩體制)이다. 최근 구미의 비교문명론은, 이 시대 일본의 문명사회를 '도쿠가와 일본'("Tokugawa Japan")으로서 특별시하는 경향도 있다.

## 일본문명에 대한 여러 가지 접근
주로 근현대를 대상으로 이루어진 비교문명론적 접근 이와에도, 일본의 문명사회를 여러 가지 관점에서 접근하는 논의들이 있다.

### 헌팅턴의 문명충돌론

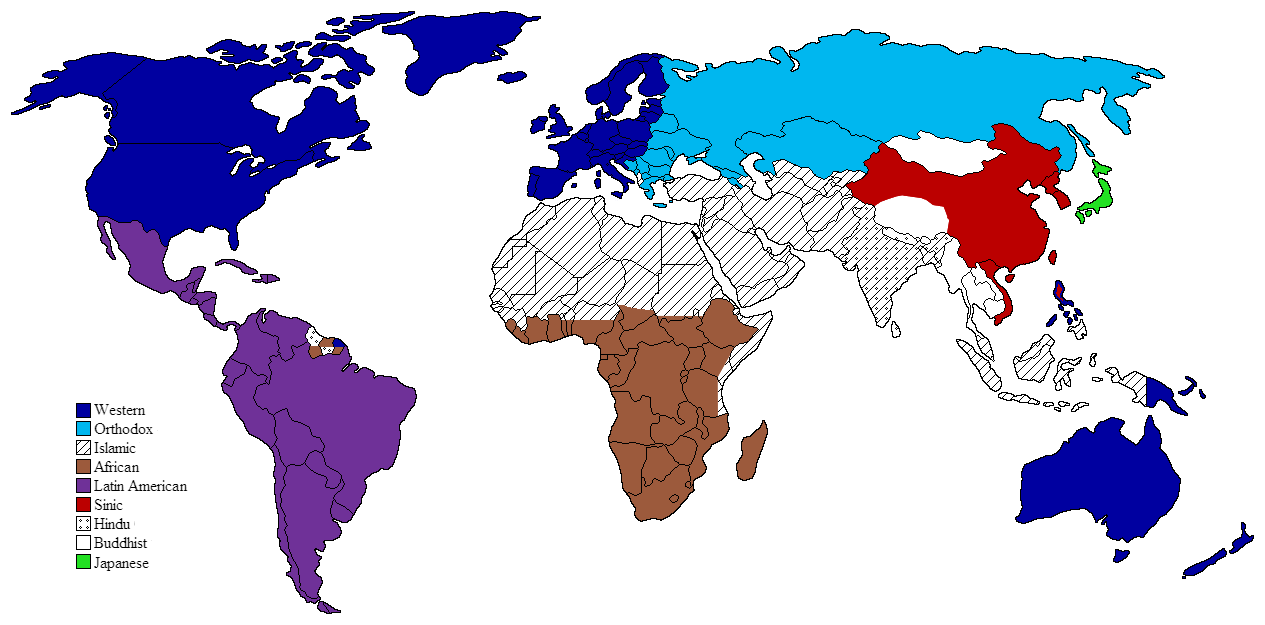
새뮤얼 헌팅턴에 의한 문명의 분류 - 녹색 부분이 일본문명권

### 보수주의 언론의 동향
역사교과서 문제나 역사인식문제와 관련하여, 자유주의 사관을 표방하는 새로운 역사교과서를 만드는 모임등 보수적 언론계에서 제창되고 있는, 다소 민족주의적인 일본문명론이 있다. 일본의 문명사회를 보다 오랜 기원을 가진 전통적이고 독자적인 것으로서 서술하고, 그 미풍(美風)이나 다른 문화에 대한 독자성을 강조하는 시각이다.

## 같이 보기
- 일본 제국주의